# Ilia Ilici Mecinikov
Ilia Ilici Mecinikov (în rusă Илья Ильич Мечников, în ucraineană Ілля Ілліч Мечніков; n. 3/15 mai 1845, Ivanivka⁠(d), uezdul Kupiansk⁠(d), Malorossia⁠(d), Imperiul Rus – d. 2/15 iulie 1916, Paris, Franța), cunoscut și ca Élie Metchnikoff, a fost un microbiolog, imunolog, anatomist și zoolog rus de origine nobilă moldoveană, cunoscut ca pionier în imunologie (știința sistemului imunitar) și tanatologie⁠(d) (știința morții), în special pentru descoperirea tratamentului holerei. În 1908 a primit, împreună cu Paul Ehrlich, Premiul Nobel în Medicină pentru cercetările sale în domeniul fagocitozei.
S-a născut într-o regiune occidentală a Imperiului Rus, care în prezent face parte din Ucraina, din tată boier român moldovean, și mamă evreică ucraineană, iar cea mai mare parte a carierei a locuit în Franța. Sorgintea sa complexă face ca numele savantului să fie revendicat de cel puțin cinci state și popoare. Deși, ca fiul unei mame evreice, el era evreu, a fost botezat creștinește în Biserica Ortodoxă, iar la maturitate a devenint ateist.
A descoperit în 1882 procesul de fagocitoză și celulele responsabile de acesta – fagocitele, în particular macrofagele. Fagocitoza s-a dovedit a fi mecanismul principal al sistemului imunitar înnăscut⁠(d), în cercetarea căruia Mecinikov a avut contribuții determinante. Paul Ehrlich a completat principiile de bază ale imunității cu conceptul de sistem imunitar adaptiv. Lucrările celor doi sunt considerate fundamentale pentru știința imunologiei.
Cercetând procesul de îmbătrânire, Mecinikov a promovat consumul de lapte acru pentru ameliorarea sănătății și prelungirea vieții – prin aceasta introducând în medicină conceptul de probiotic. Tot lui îi este atribuită inventarea termenului gerontologie în 1903.

## Copilărie și studii
Mecinikov s-a născut la Ivanivka⁠(d), un sat din gubernia Harkov⁠(d), Imperiul Rus – în prezent raionul Kupiansk, regiunea Harkov, Ucraina. Tatăl său, Ilia Ivanovici Mecinikov, de proveniență rusă, cu rădăcini româno-moldovenești, a fost ofițer cu gradul de colonel în Garda Imperială⁠(d). El a fost un urmaș al lui Iuri Ivanovici Milescu-Spafarii, care era nepot al cărturarului, spătarului, diplomatului și călătorului moldovean Nicolae Milescu. Fiul lui Iuri Milescu-Spafarii ar fi schimbat numele românesc rusificat Spafarii (Spătarul – „purtător de spadă”) în rusescul Mecinik (la fel „purtător de spadă”), de unde provine numele de familie Mecinikov. Mama savantului, Emilia Lvovna Nevahovici, a fost fiica scriitorului Lev (Yehuda Leib) Nevahovici⁠(d), evreu convertit la creștinism în 1806; acesta din urmă i-a insuflat lui Ilia pasiunea față de științele naturii. A avut un frate mai mare, Lev⁠(d), care a devenit un proeminent geograf și sociolog.
Mecinikov a fost admis în 1856 în clasa a doua la Gimnaziul de băieți nr. 2 din Harkov; a absolvit în 1862 cu medalie de aur. În ciuda predilecției sale pentru medicină, a fost convins de mama sa să studieze științe naturale, astfel încât în 1862 a încercat să se înscrie la Universitatea din Würzburg⁠(d), dar începutul anului academic german a fost amânat, Mecinikov fiind constrâns să se întoarcă la Harkov, la Universitatea Imperială din Harkov⁠(d), unde în doi ani a trecut cursurile de patru ani în științe naturale.
În 1864 a plecat în Germania, pe mica insulă Helgoland din Marea Nordului, unde a studiat fauna marină, după care și-a continuat studiile la Universitatea din Gießen, apoi la Universitatea din Göttingen (în 1865, temporar, în timpul unei epidemii de holeră) și la Universitatea din München. A mai studiat și la Institutul de Biologie Marină de la Napoli (1866), beneficiind de o bursă din partea Rusiei. În 1867 s-a întors în Rusia și a primit titlul de magistru în zoologie la Odesa, iar în anul următor titlul de doctor în zoologie la Universitatea din Sankt Petersburg.

## Carieră științifică
În 1867, Mecinikov a devenit docent la Universitatea Imperială Novorossiia⁠(d) din Odesa (în prezent Universitatea din Odesa), iar după o pauză în care a studiat la Sankt Petersburg, a revenit aici ca să preia funcția de profesor titular de zoologie și anatomie comparată.
În 1882, în toiul tensiunilor politice provocate de asasinarea lui Alexandru al II-lea al Rusiei⁠(d), Mecinikov a demisionat de la universitatea din Odesa și a plecat în orașul sicilian Messina, unde a fondat un laborator privat. Peste câțiva ani s-a întors din nou la Odesa și în 1886 a fondat, împreună cu Nikolai Gamaleia, stația bacteriologică din oraș⁠(d), unde a administrat populației noul vaccin al lui Pasteur contra rabiei. Metoda inedită de tratament a întâmpinat o împotrivire puternică din partea populației locale, ceea ce l-a făcut pe savant să plece la Paris în 1888. În anul următor a fost angajat la Institutul Pasteur și a lucrat aici până la sfârșitul vieții, devenind director adjunct în 1904.

### Studiul sistemului imunitar
În timpul aflării sale la Messina, Mecinikov a descoperit fagocitoza în urma experimentelor sale asupra larvelor stelelor de mare. În unul dintre aceste experimente, pus la cale în 1882, a introdus bucăți minuscule de citrice în interiorul larvelor și acestea erau imediat înconjurate de niște celule. El a înțeles că la animalele cu circulație sangvină, celulele albe ale sângelui (leucocitele) se acumulează la locul inflamației, astfel a înaintat ipoteza că acesta ar putea fi un proces prin care celulele intruse sunt atacate și ucise de celulele albe. A discutat aceste observații cu zoologul Carl Friedrich Wilhelm Claus⁠(d) de la Universitatea din Viena, care i-a sugerat să folosească termenul de „fagocit” pentru celula care absoarbe și ucide patogenii. Mecinikov și-a făcut publică descoperirea în 1883, la Universitatea din Odesa.
Noua sa teorie a fost primită sceptic de microbiologii de vază ai timpului, precum Louis Pasteur și Emil von Behring. Consensul printre bacteriologi era că celulele albe nu fac decât să absoarbă patonegii, iar apoi îi transportă prin tot organismul. Și-a găsit însă un susținător în persoana lui Rudolf Virchow, care i-a publicat cercetările în revista sa Archiv für pathologische Anatomie und Physiologie und für klinische Medicin (actualmente Virchows Archiv⁠(d)).
În 1887, Mecinikov a observat că leucocitele diferitor animale erau atrase de aceleași tipuri de bacterii. Primele experimente ale acțiunii leucocitelor în prezența unor anumite antiseruri au fost întreprinse între 1895 și 1898 de Joseph Denys și Joseph Leclef, apoi de Leon Marchand și Mennes. Almoth E. Wright a oferit cifre concrete pe marginea acestui fenomen și a promovat insistent importanța sa terapeutică.
Atracția leucocitelor față de patogeni a fost explicată inițial prin emiterea de către bacterii a unor substanțe; acestea din urmă au fost identificate în cea de-a doua jumătate a secolului al XIX-lea. Cercetările lui Mecinikov au condus, așadar, la descoperirea mecanismului extrem de important prin care bacteriile atrag leucocitele și le provoacă să inițieze o reacție imunitară nespecifică⁠(d) – inflamații acute în locurile de pătrundere a agenților patogeni. Descoperirea acestor fagocite i-a adus Premiul Nobel în 1908.

### Alte domenii
În 1879, Mecinikov a descoperit unele infecții micotice la insecte și a înaintat propunerea de a combate insectele dăunătoare prin infectarea lor cu microorganismele din sol. Eforturile sale au fost continuate de discipolul său Isaak Krasilșcik, care a  cultivat muscardina⁠(d) – o specie de ciupercă care provoacă îmbolnăvirea⁠(d) cărăbușilor cerealelor.
Problema îmbătrânirii a fost una din preocupările principale ale lui Mecinikov. Teoria sa a fost că îmbătrânirea biologică este provocată de bacterii toxice din intestinul subțire și că acidul lactic ar putea prelungi viața. El a presupus că longevitatea țăranilor bulgari se datorează consumului de iaurt, care conține bacteria numită pe atunci „bacteria bulgară” (în prezent Lactobacillus delbrueckii subsp. bulgaricus⁠(d)). Mecinikov însuși bea lapte acru în fiecare zi. Și-a prezentat argumentarea științifică în două cărți, publicate în 1903 și 1907. Acest concept probiotic, pe care l-a numit „ortobioză”, a avut o influență mare în timpul vieții sale, dar a rămas în umbră până în anii 1990.
Cercetările sale asupra holerei s-au bazat pe ideile sale legate de probiotice. În timpul epidemiei de holderă din 1881-1896⁠(d) din Franța, a observat că infecția afectează unii oameni mai sever decât pe alții, chiar dacă sunt expuși bolii în aceeași măsură. A cercetat susceptibilitatea la boală mai întâi pe sine: a consumat o probă de holeră dar, surprinzător, nu s-a îmbolnăvit. A testat același lucru pe doi voluntari, dintre care unul, la fel, nu a fost afectat, însă celălalt a ajuns la un pas de moarte. Explicația propusă de savant a fost că gradul de severitate a bolii ar depinde de microbii din intestinul subțire, că persoanele cu o populație mai mare de bacterii benefice ar fi mai reziliente.
În perioada anilor 1903-1906, a colaborat cu colegul său de la Institutul Pasteur Émile Roux⁠(d) la prepararea unui unguent de calomel⁠(d) (clorură de mercur (I)) împotriva sifilisului.

## Viață personală și convingeri
Prima soție a lui Ilia Mecinikov a fost Ludmila Fiodorovna, bolnavă de tuberculoză, cu care s-a căsătorit în 1869. În ciuda eforturilor lui, ea a fost răpusă de boală în 1873. Decesul soției, la care s-au adăugat și alte probleme (deficiențe de vedere, probleme cardiovasculare și neînțelegeri la Universitate), i-au provocat lui Mecinikov o puternică depresie și acesta a încercat să se sinucidă luând o mare cantitate de opium. Doza prea mare i-a provocat vomă, astfel tentativa lui de suicid a eșuat.
În 1875, la Odesa, s-a recăsătorit cu Olga Belokopîtova, o studentă de 19 ani. În 1885, aceasta s-a îmbolnăvit grav de febră tifoidă, ceea ce i-a cauzat lui Mecinikov o nouă dezechilibrare psihică, urmată de o nouă tentativă de suicid: prin infectarea cu spirochete⁠(d) de febră recurentă. În cele din urmă, a supraviețuit din nou, iar Olga a decedat de febră tifoidă în 1944.
Deși în copilărie a fost botezat în Biserica Ortodoxă, la maturitate Mecinikov a fost ateist.
În viața sa, și mai ales în lucrările lui științifice, a fost puternic influențat de teoria evoluției a lui Charles Darwin⁠(d), aflând despre aceasta în școală și lecturând, în timpul aflării sale la Giessen, Für Darwin de Fritz Müller⁠(d). De asemenea, a devenit adept al teoriei recapitulării a lui Ernst Haeckel.

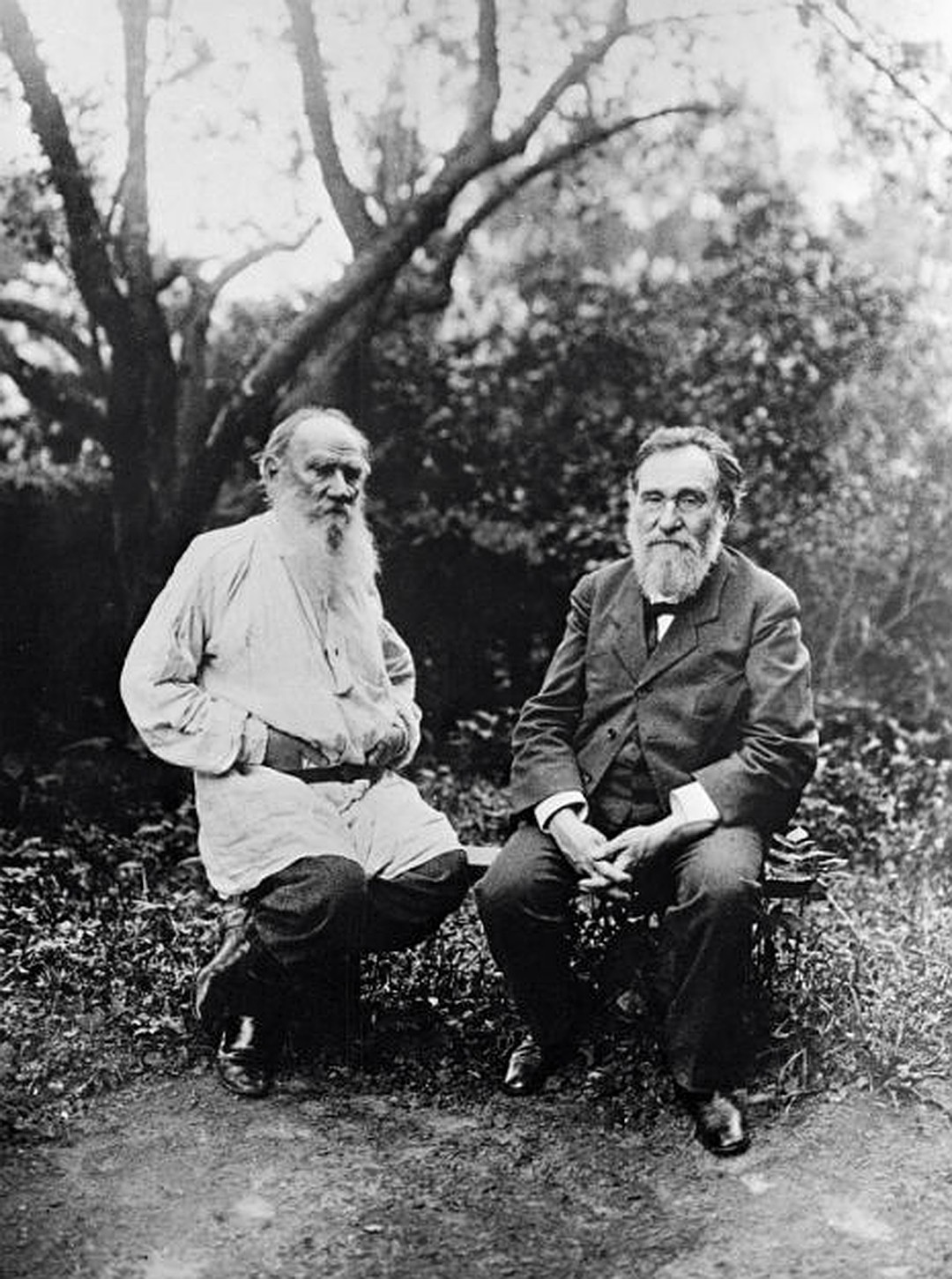
Lev Tolstoi (stânga) și Ilia Mecinikov, aprox. 1909

Mecinikov și scriitorul rus Lev Tolstoi au întreținut polemici intelectuale pe marginea relației dintre știință și religie: în eseurile, corespondența și jurnalul intim ale sale, Tolstoi critica lipsa componentei morale din studiul științific contemporan. Cei doi și-au dat întâlnire cu puțin timp înainte de moartea lui Tolstoi. Experta în literatura rusă Anna A. Berman consideră că ultimul roman al scriitorului, Învierea (1899), aplică teoria fagocitozei ca metafora de bază din spatele filozofiei morale a operei.
Ilia Ilici Mecinikov a decedat în 1916 la Paris, suferind de insuficiență cardiacă. În acord cu testamentul său, corpul neînsuflețit a fost folosit în cercetări medicale⁠(d), apoi incinerat în crematoriul cimitirului Père-Lachaise. Cenușa sa este păstrată într-o urnă în biblioteca Institutului Pasteur.

## Scrieri
Printre cele mai notabile cărți și articole scrise de Mecinikov se numără:
- 1892: Patologia comparativă a inflamațiilor;
- Elie Metchnikoff, Études sur la nature de l'homme, Paris, Masson, 1904
- Elie Metchnikoff, Trois fondateurs de la médicine moderne, Paris, Alcan, 1933
- Elie Metchnikoff, L'immunité dans les maladies infectiuses, Paris, Mason, 1901
- Elie Metchnikoff, Quelques remarques sur le lait aigri, Paris, Remy, 1908
- Elie Metchnikoff, Souvenirs, Moscou, Editions en langues étrangers, 1959

## Premii și recunoaștere
Cercetările de doctorat ale lui Mecinikov i-au adus savantului Premiul Karl Ernst von Baer în 1867.

## Memorie și moștenire
În Rusia și Ucraina există patru localități⁠(d) numite după Mecinikov.
Următoarele instituții medicale poartă numele savantului:
- Universitatea de Stat de Medicină din Nord-Vest „I. I. Mecinikov”⁠(d)[78]
  - Spitalul „Petru I al Rusiei”⁠(d) din Sankt-Petersburg, care servește universității ca bază de cercetări clinice, a purtat numele lui I.I. Mecinikov între 1918[79] și 1994
- Universitatea Națională „Ilia Mecinikov” din Odesa[80]
  - În cadrul universității a fost instituit premiul „I.I. Mecinikov”, acordat studenților cu performanțe deosebite la limba franceză[81]
- Instituția Științifică Bugetară Federală de Stat „Institutul științific de cercetări ale vaccinurilor și serurilor «I.I. Mecinikov»” (Moscova)[82]
- Institutul științific de cercetări ale vaccinurilor și serurilor din Ufa, Republica Bașchiria[83]
- Spitalul clinic regional „I.I. Mecinikov” din Dnipro⁠(d)[84]
- Societatea științifică unională a microbiologilor, epidemiologilor și parazitologilor „I.I. Mecinikov”[85]
- Institutul de Microbiologie și imunologie „I.I. Mecinikov” de pe lângă Academia Națională de științe Medicale a Ucrainei[86]

Numeroase străzi din Europa de Est și spațiul ex-sovietic poartă numele lui Mecinikov, și anume:
- un bulevard⁠(d) din Sankt-Petersburg
- străzi din Gomel (Belarus), Bălți, Ceadîr-Lunga, Tiraspol (Republica Moldova), Varșovia (Polonia), Astrahan, Borisoglebsk, Elista, Klin, Kolomna, Krasnodar, Krasnoiarsk, Murom, Nalcik, Nijni Novgorod, Novokuznețk, Petergof⁠(d), Rostov-pe-Don, Samara, Surgut, Tomsk, Ufa, Volgograd, Voljski (Rusia); Dnipro, Kiev, Liov, Odesa, Sevastopol (Ucraina)
- stradele din Tiraspol (Republica Moldova), Taganrog (Rusia), Harkov (Ucraina)
- în 1989[87]-1993[88] stația de metrou Klovska⁠(d) din Kiev s-a numit „Mecinikov”

Numele savantului mai este purtat de un crater lunar⁠(d).

### Filatelie și numismatică
În 2005, Banca Națională a Ucrainei⁠(d) a emis o monedă comemorativă dedicată lui Mecinikov, confecționată din alpaca, cu valoarea nominală de 2 hrivne. Pe reversul monedei este ilustrat portretul savantului.

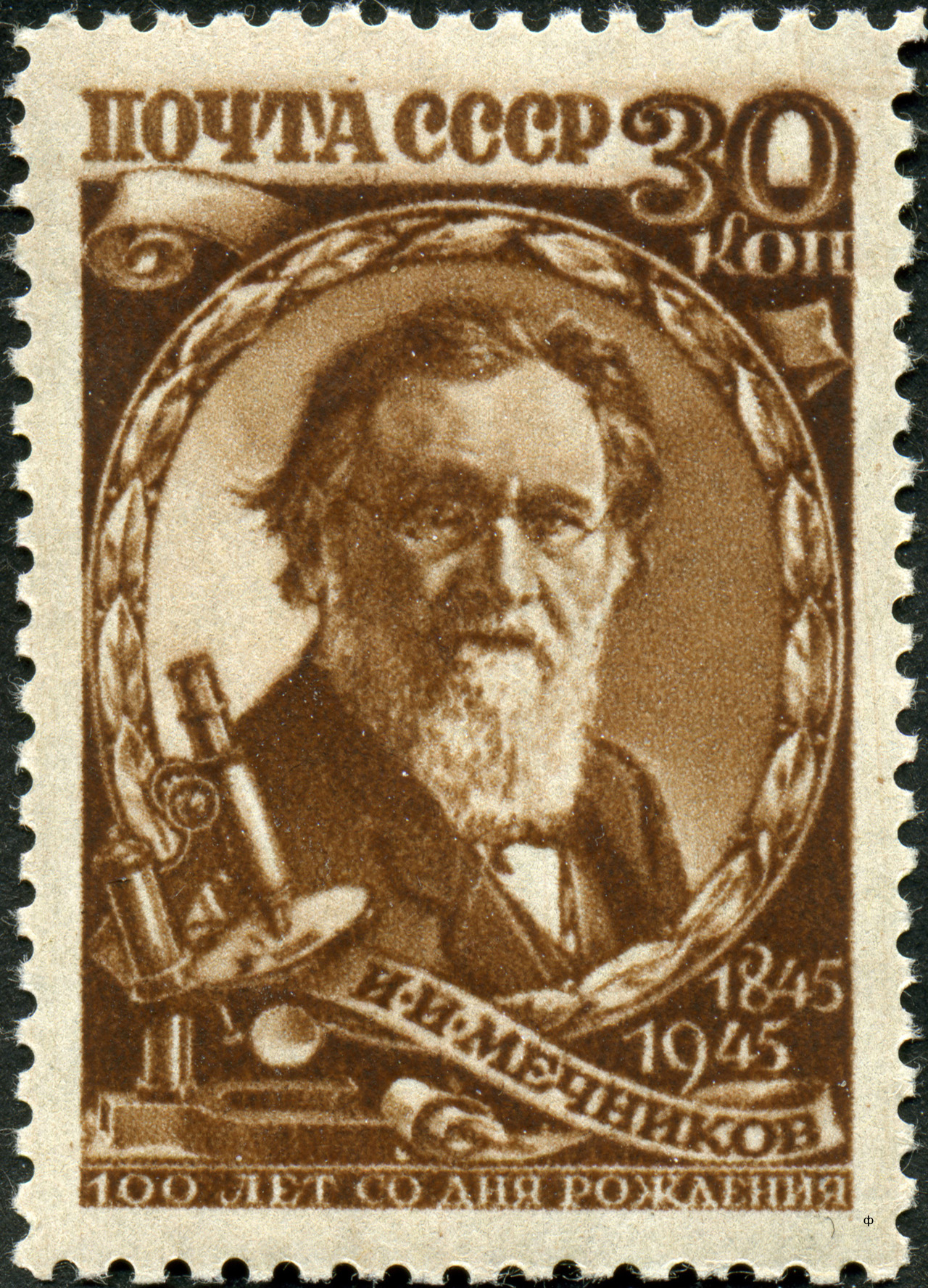
Timbru sovietic, 1945 (30 copeici) – aniversarea a 100 de ani de la naștere
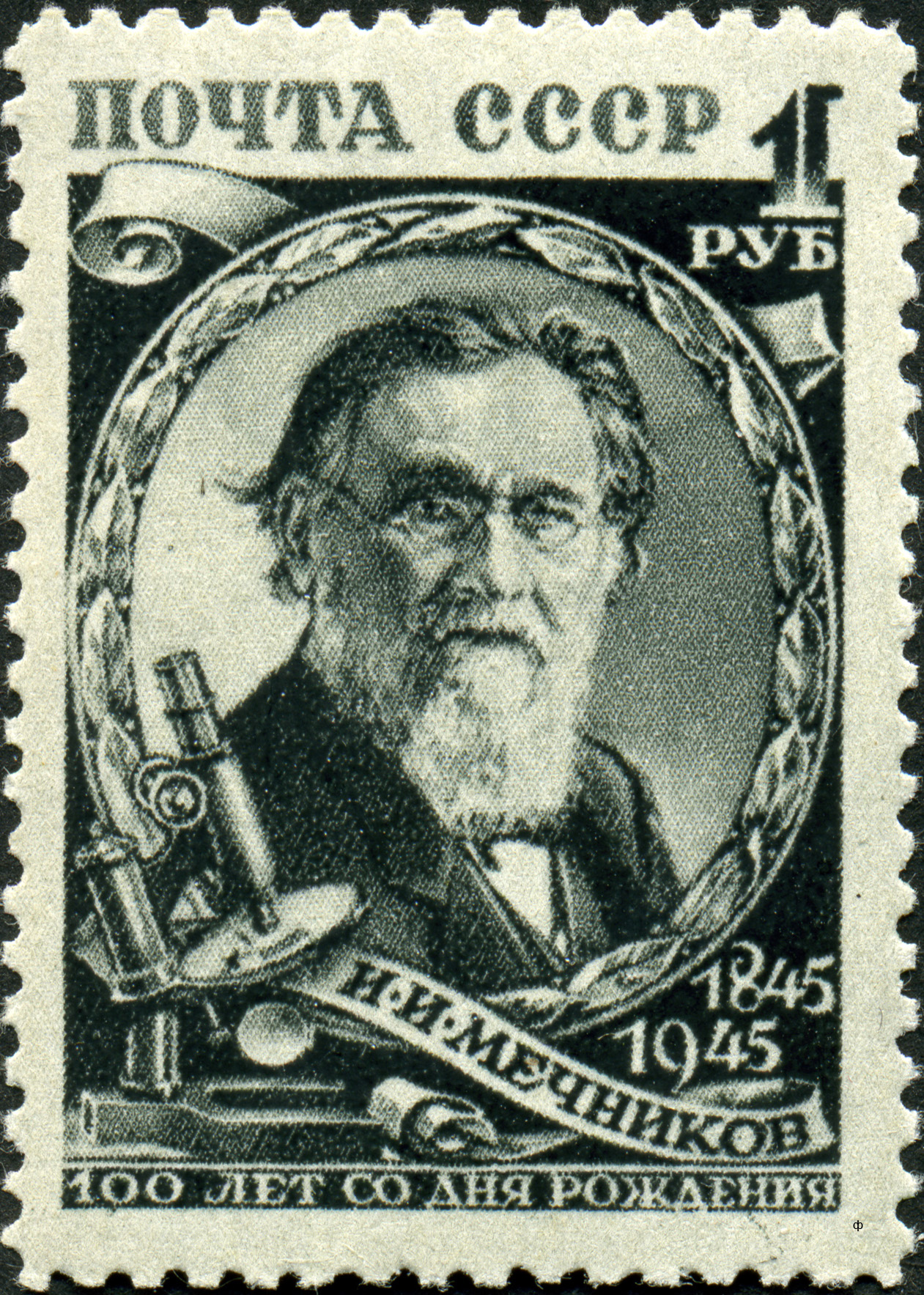
Timbru sovietic, 1945 (1 rublă) – idem
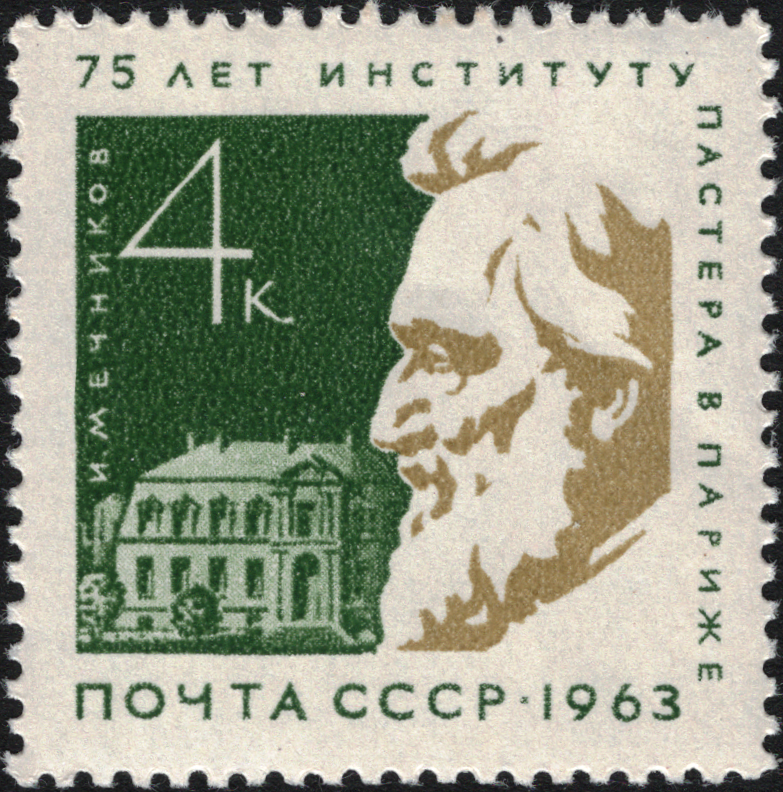
Timbru sovietic, 1963 – clădirea veche a Institutului Pasteur din Paris
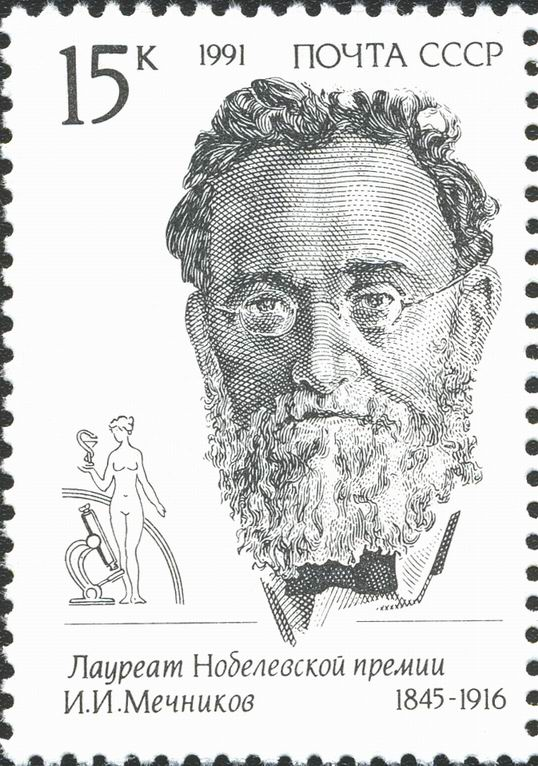
Timbru sovietic, 1991
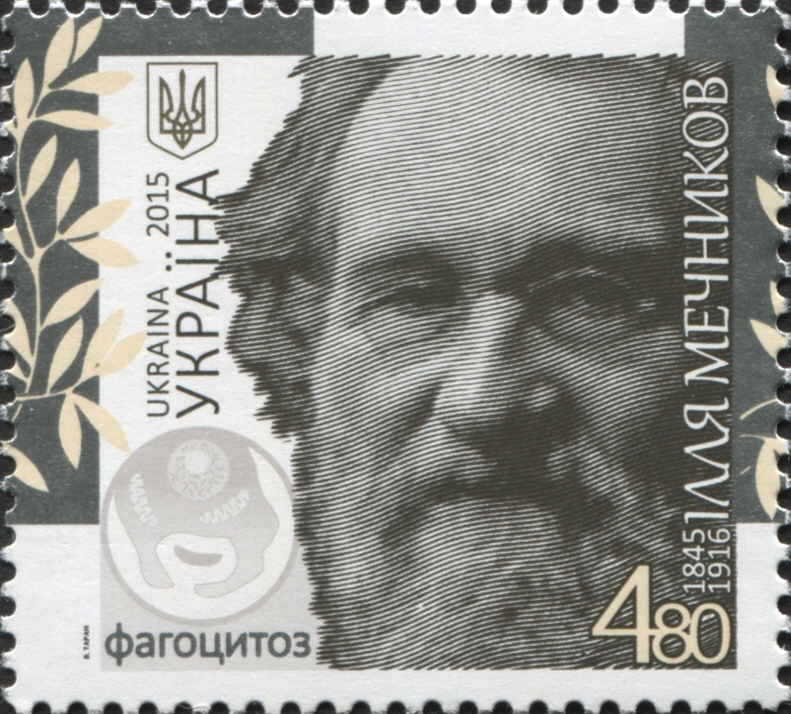
Timbru ucrainean, 2015
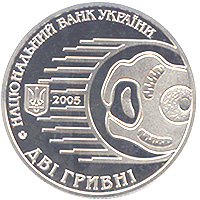
Monedă comemorativă ucraineană, 2005, avers
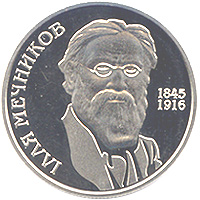
Monedă comemorativă ucraineană, 2005, revers